# HMS (acrónimo naval)
HMS son las siglas de un acrónimo naval del inglés para "His/Her Majesty's Ship" (en español se traduce por ("Navío de Su Majestad").

## Buques de la armada británica
- HMS son las siglas de un acrónimo naval del inglés para "His/Her Majesty's Ship" (en español se traduce por "Buque de Su Majestad"). 
  - HMS Royal Oak (08)
  - HMS Beagle
  - HMS Bounty
  - HMS Invincible (R05)
  - HMS Emerald

### Submarinos
Los submarinos al servicio de la corona llevan el prefijo HM Submarine (en español, "Submarino de Su Majestad"). De igual manera, el antiguo yate real Britania, que estuvo en servicio de la Royal Navy (Marina Real inglesa), fue conocido como HMY Britania. Por el contrario, todos los buques de la Royal Navy son ahora conocidos como HMS. Después de estas siglas se añade al nombre del barco el de alguna empresa especial.